# Бакашево
Бака́шево (рос. Бакашево, чув. Тури Чакă) — присілок у складі Батиревського району Чувашії, Росія. Входить до складу Великочеменевського сільського поселення.
Населення — 416 осіб (2010; 510 у 2002).
Національний склад:
- чуваші — 99 %